# Бунчук Іван Гордійович
Іван Гордійович Бунчук (нар. 1899, село Павлівка Отбідо-Василівської волості Херсонського повіту Херсонської губернії, тепер Баштанського району Миколаївської області — ?) — український радянський діяч, новатор сільськогосподарського виробництва, голова колгоспу імені Хрущова Снігурівського району Миколаївської області. Депутат Верховної Ради УРСР 3-го скликання.

## Біографія
Народився в бідній селянській родині. Наймитував. На початку 1919 року був організатором товариства із спільної обробки землі (СОЗ) «Вільна праця» у селі Павлівці.
З 1919 року служив у Червоній армії, учасник Громадянської війни в Росії.
З 1920-х років — голова Новопавлівської сільської земельної комісії; голова Новопавлівської сільської ради на Миколаївщині.
З 1930-х років до 1941 року — голова колгоспу «3-й вирішальний» села Павлівки Снігурівського району Миколаївської області.
З 1941 року служив у Червоній армії, учасник німецько-радянської війни.
Член ВКП(б).
У 1945—1950 роках — голова колгоспу «3-й вирішальний» села Новопавлівки Снігурівського району Миколаївської області.
З 1950 року — голова укрупненого колгоспу імені Хрущова села Павлівки Снігурівського району Миколаївської області. 
На 1958 рік — голова виконавчого комітету Василівської сільської ради депутатів трудящих Снігурівського району Миколаївської області.
На 1966 рік — голова ревізійної комісії колгоспу «Авангард» Снігурівського району Миколаївської області. 

## Нагороди
- орден «Знак Пошани» (26.02.1958)
- ордени
- медалі
- Почесна грамота Президії Верховної Ради Української РСР (8.10.1966)